# Bni Selmane
Bni Selmane est une commune rurale de la province de Chefchaouen, dans la région de Tanger-Tétouan-Al Hoceïma au Maroc.

## Personnalités liées à la commune
- Ridouan Taghi (1977-) : mafieux néerlandais d'origine marocaine né à Bni Selmane.